# Knokke

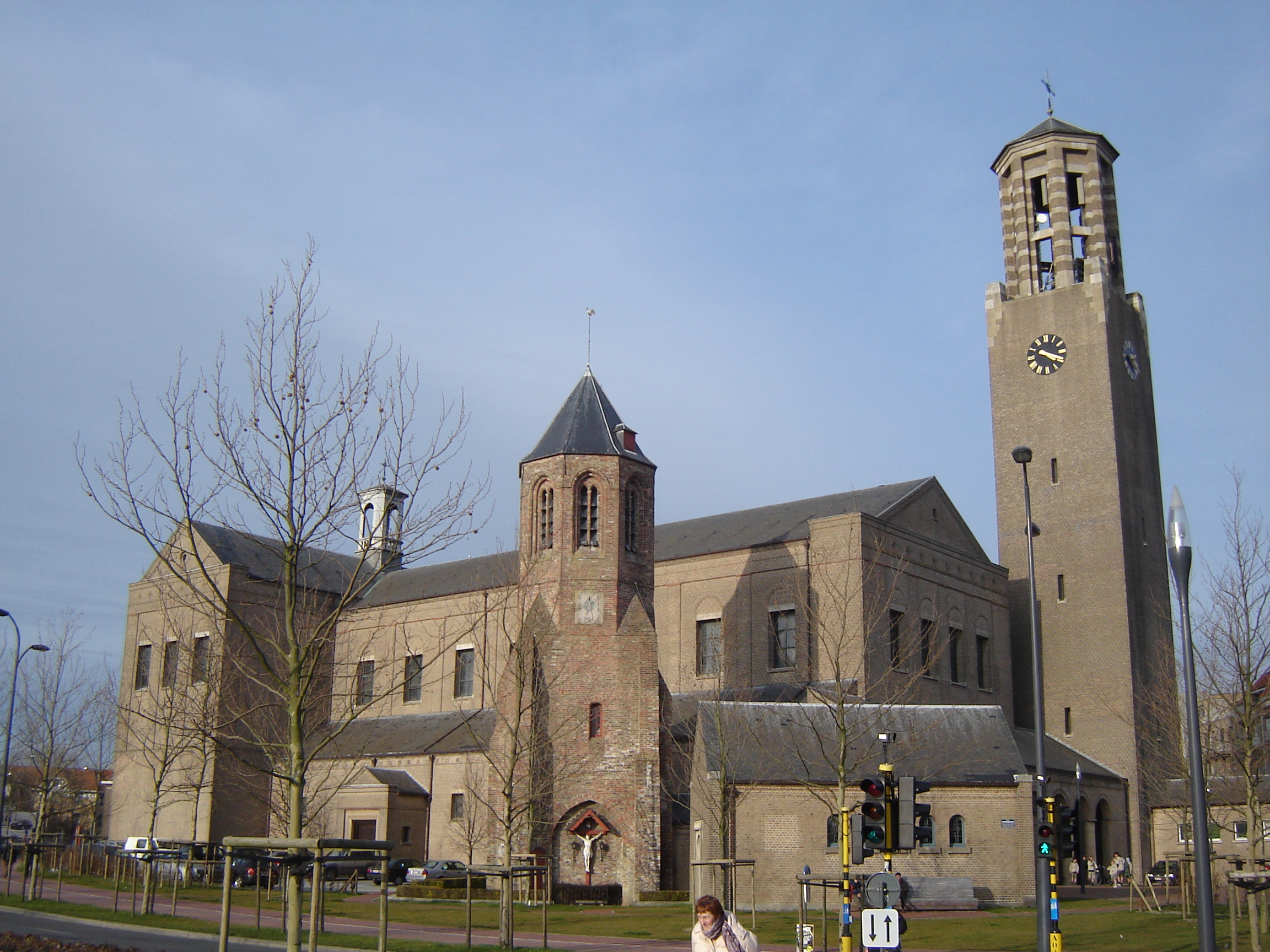
Sint-Margarethakerk bij het binnenrijden van Knokke, vanaf de expresweg N49

Knokke is een Belgische badplaats en een deelgemeente van Knokke-Heist, het was een zelfstandige gemeente tot aan de gemeentelijke herindeling van 1971. Knokke ligt tegen het Zwin, een natuurgebied op de grens van België en Nederland.
De badplaats staat bekend als exclusief vanwege de ligging aan zee, de villa's en appartementen bij zee en het casino.

## Etymologie
De naam Knokke gaat terug op het Oudnederlandse woord *knok, dat "hoge, aanwassende landtong in zee" betekent. Eind 11e eeuw groeide vanuit het verdwenen dorp Koudekerke bij Heist zo'n duinenaanwas of "knok" in oostelijke richting. Later werd de knok bewoond en ontstond er een dorpje met de naam Ten Knokke ("op de knok"), dat een kapel kreeg, gewijd aan de heilige Catharina. Op die manier kreeg Knokke de naam "Sint-Katelijne-ten-Knokke".

## Geschiedenis
Knokke ontstond waarschijnlijk in de 13e eeuw na inpolderingen. Visserij was vroeger de belangrijkste bron van inkomsten in Knokke. Aan het einde van de 19e eeuw kwam het toerisme op onder aanvoering van de families Lippens en Van Bunnen. Op 18 maart 1890 werd de stoomtramlijn Brugge - Heist, via Dudzele, Westkapelle en Knokke (dorp) geopend. Bij zowel Heist als Brugge was een aansluiting op het Belgisch spoornet. Door de verbeterde bereikbaarheid groeide bevolking daardoor aanzienlijk. Het zou echter nog tot 1920 duren voor er een trein kwam.

### Tram
In 1904 werd een paardentram tussen Knokke dorp (bij de toenmalige Hotel de Bruges) tot Knokke aan Zee (Bunnenplein), langs de Lippenslaan, geopend door de maatschappij 'SA du Tramway de Knocke-s-Mer'. Deze tramlijn was metersporig en 1,7 kilometer lang. Op 29 juni 1912 werd deze succesvolle tramlijn overgenomen door de buurtspoorwegen en vervangen door een elektrische tram die verder doorreed naar het Zoute. In 1928 en 1929 werd de tramlijn in twee stappen verder verlengd tot de Nederlandse grens (Oosthoek en Retranchement). Samen met een tramlijn op de Elizabethlaan (lijn 12 naar Heist) en de Zoutelaan had deze streek een lokaal tramnet met diverse tramlijnen gaande naar Sluis (lijn 14), Brugge (lijn 10), Retranchement en Heist (lijn 12). Zie Knokse stadstram. Er waren ook doorgaande excursie trams vanuit/naar Breskens, Nederland (lijn H). In de jaren vijftig van de twintigste eeuw werden de meeste tramlijnen opgeheven. Na de gedwongen opheffing van het deel van lijn 1 naar Zoute in 1967, bleef alleen de huidige Kusttramlijn (toen lijn 1) naar Oostende en De Panne over, met het eindpunt bij het station. Dit is de langste tramlijn ter wereld.

## Wijken
Knokke telt naast het centrum verschillende wijken, zoals Het Zoute, Albertstrand, Oosthoek, Het Kalf, Zevenkote, Hazegras of De Vrede.

## Demografische ontwikkeling
- Bronnen:NIS, Opm:1831 tot en met 1970=volkstellingenr

## Bezienswaardigheden
- Van 1959 tot 1973 werd het songfestival van Knokke gehouden, een zangcompetitie voor Europese landen.
- De Vlindertuin in Het Zoute, maar deze sloot eind 2010 de deuren.
- De Sint-Margarethakerk, met het torentje dat van de oude kerk bewaard is gebleven.
- Het Zoutekerkje, een dominicanenkerk met bijhorende pandgang en pastorie, in Het Zoute.
- Windmolens:
  - Molen Siska
  - Kalfmolen
  - Bosmolen
- Casino Knokke te Albertstrand

## Natuur en landschap
Knokke is een badplaats met zandstrand, gelegen aan de Noordzee. De kust is intensief bebouwd met appartementsgebouwen. Ten oosten van Het Zoute loopt het Natuurreservaat Provinciaal Natuurpark Zwin door tot de Nederlandse grens. Het bestaat uit duinen, vlakten, schorren en een vogelpark. Meer landinwaarts liggen onder meer ook de Oude Hazegraspolder en binnenduinen, en de Hazegraspolder, die alle beschermde landschappen zijn; zie Hazegras en De Vrede voor hun geschiedenis en beschrijving. Ten zuiden van de bebouwing van Het Zoute ligt het Koningsbos, een duinpark.

## Verkeer en vervoer
- Knokke is te bereiken via twee gewestwegen: de N34 en de N49.
- Het treinstation van Knokke is een kopstation; hier eindigt de lijn Brugge-Knokke.
- In Knokke ligt een van de twee terminussen van de Kusttram die langs de gehele Belgische Kust rijdt.
- Knokke heeft ook buslijnen; 3 naar Ramskapelle, 12 naar 't Zoute, 41 naar Brugge, 44 naar Westkapelle, en 45 (voorheen 787) naar Maldegem. (soms ook naar Zeebrugge) Voor 2004 hadden de buslijnen die de gemeente niet verlaten maar één nummer; 788/1. Lijn 3 is nieuw en rijd sinds 2003. Vanaf 2003 werden de nummers 11, 12 en 13 (her) ingevoerd. 12 en 13 waren vroeger tramlijnen. In Westkapelle kan men overstappen op lijn 42 naar Brugge of Breskens, voorheen lijn 788/2. In de jaren tachtig was er ook zomerlijn 767 van Heist via Knokke station naar Het Zwin.[5]

## Bestuur
Eind november 2023 liet Vlaams minister van Binnenlands Bestuur Gwendolyn Rutten een onderzoek instellen naar mogelijke verstrengeling van vastgoedpromotoren en de lokale politiek, dit naar aanleiding van Knokke(n) om vastgoed, een onderzoeksreportage van Pano. De gemeente was al eind september 2023 onder “verscherpt toezicht” geplaatst.  

## Galerij

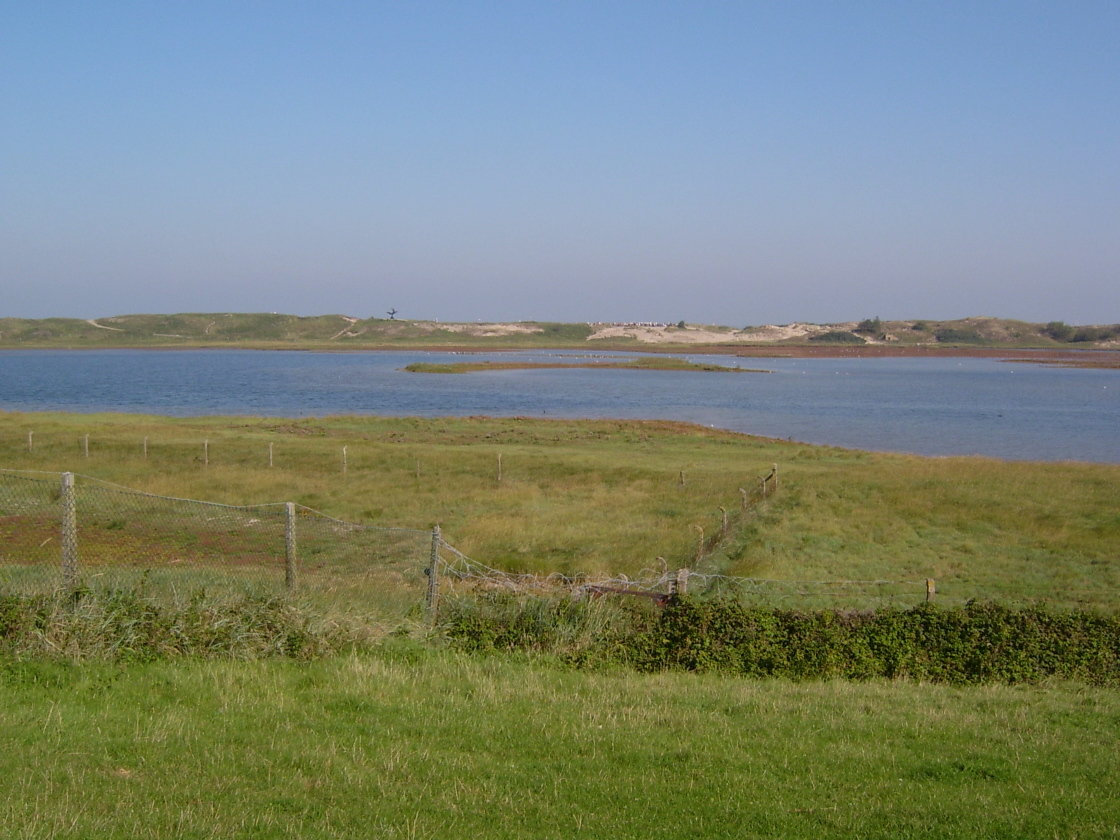
Het Zwin
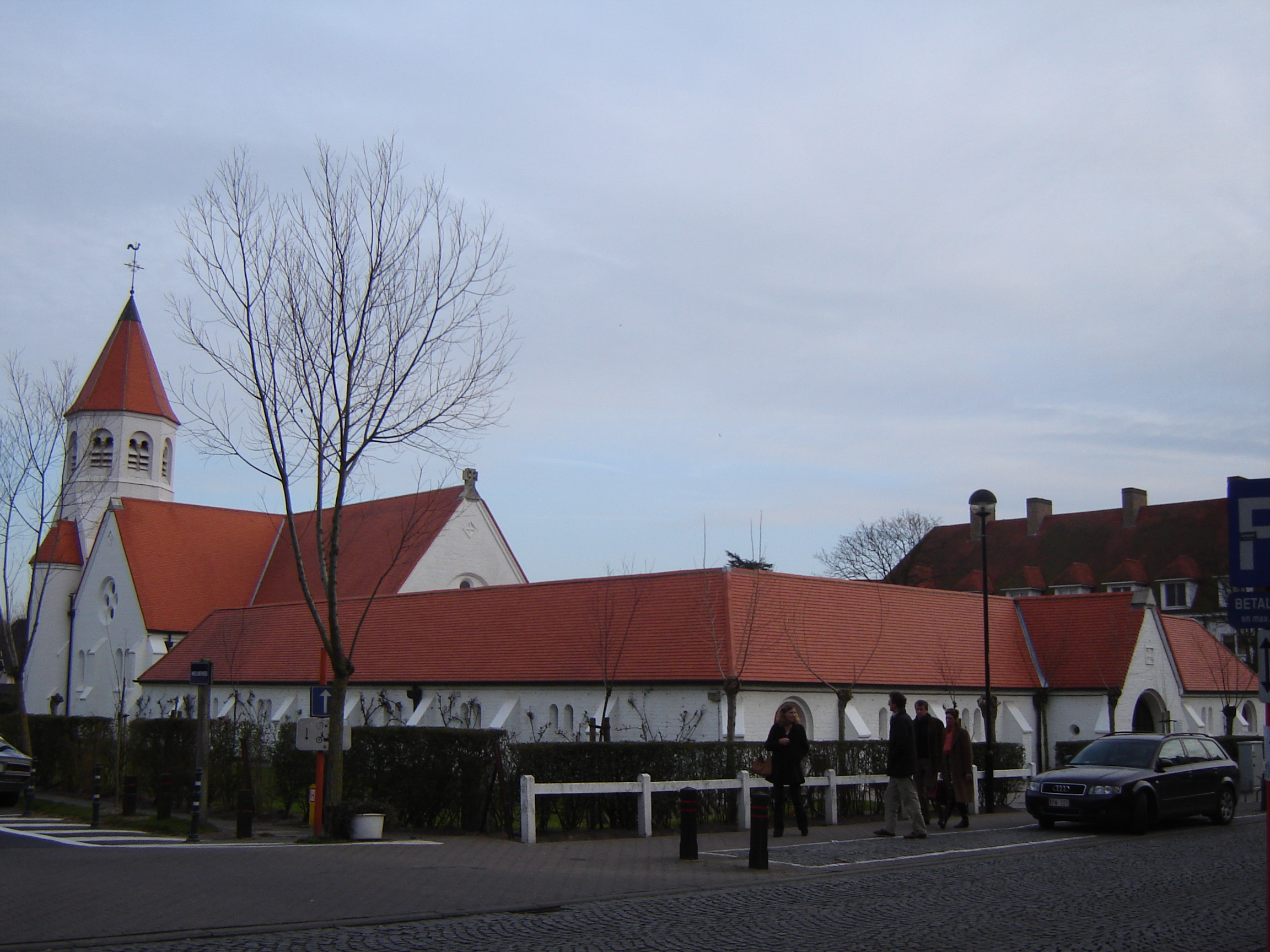
Dominicanenkerk
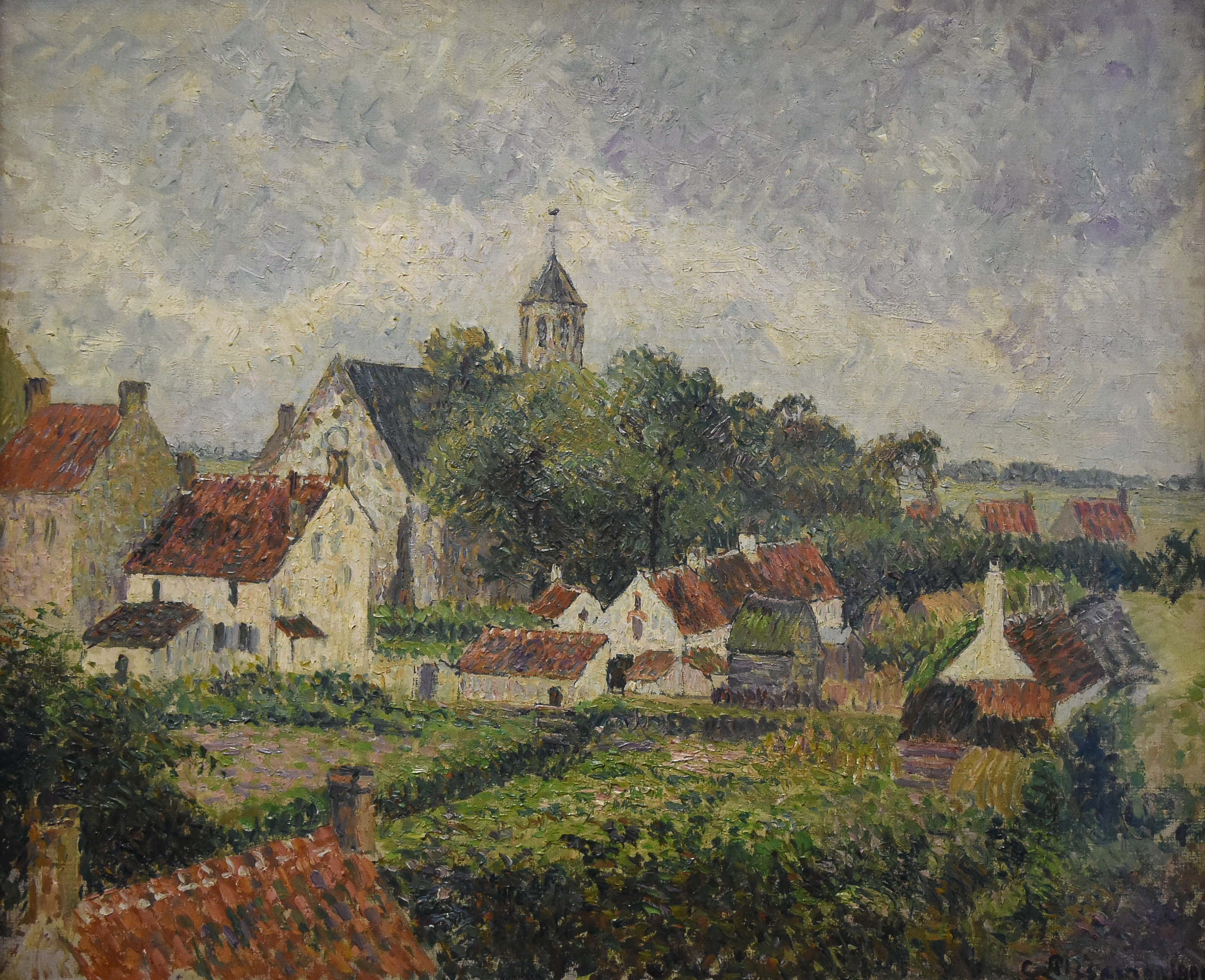
Het dorp Knokke (1894) van Camille Pissarro
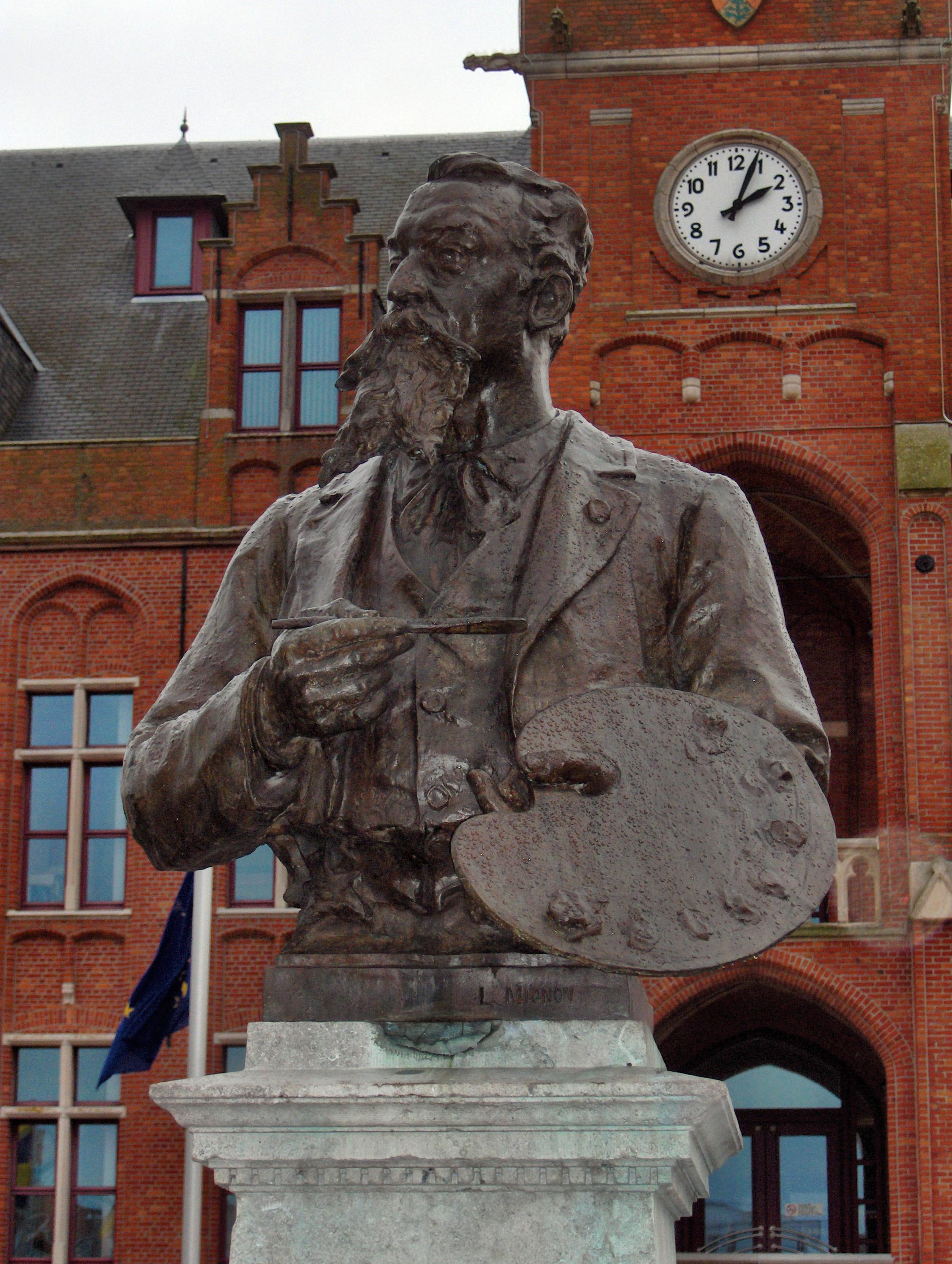
Beeld van Alfred Verwee
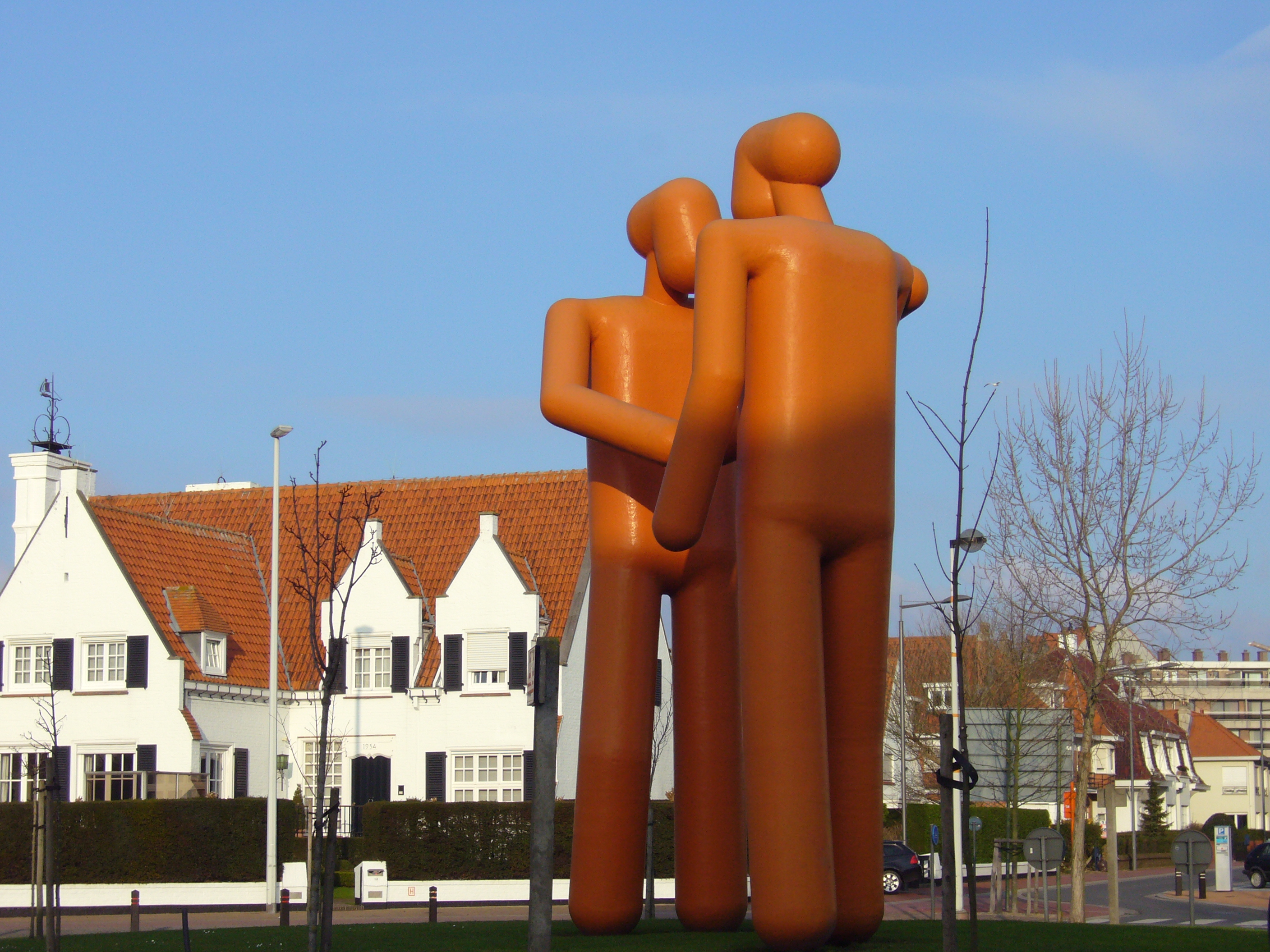
Beeld vervaardigd door Joep van Lieshout

## Nabijgelegen kernen
Het Zoute, Albertstrand, Westkapelle

## Geboren
- Leopold Lippens (1941-2021), burgemeester
- Anne-Marie Danneels (1962), atlete